# Macrolobium savannarum
Macrolobium savannarum är en ärtväxtart som beskrevs av John Macqueen Cowan. Macrolobium savannarum ingår i släktet Macrolobium och familjen ärtväxter. Inga underarter finns listade i Catalogue of Life.